# Strand (Londen)

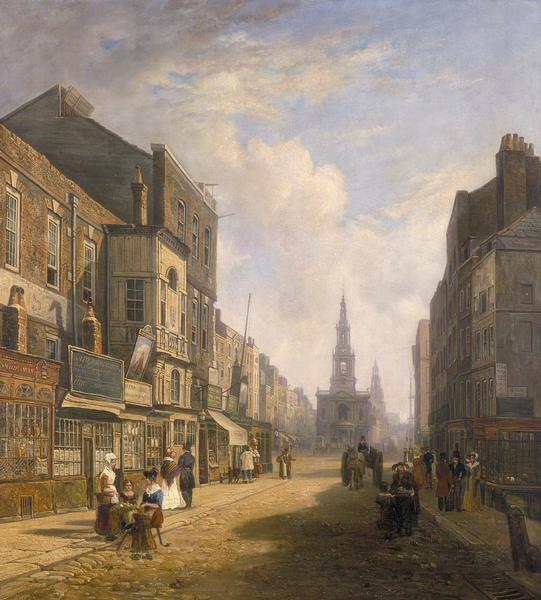
The Strand rond 1824 (Museum of London)

Strand is een straat in Londen, Engeland, die ook wel bekendstaat als The Strand.
De straat loopt van Trafalgar Square in oostelijke richting naar de grens van de City of London, waar hij overgaat in Fleet Street.
Aan de straat bevinden zich onder andere het Adelphi Theatre, Bush House (waar tot 2012 de World Service van de BBC was gevestigd), het spoorwegstation Charing Cross, het Somerset House (met het Courtauld Institute of Art en het museum Courtauld Gallery) en een aantal gerenommeerde hotels, waaronder het Strand Palace Hotel en het Savoy Hotel.
Op ‘eilandjes’ te midden van het verkeer staan twee kerken. Een daarvan is St Clement Danes, dat vermoedelijk uit de 9e eeuw dateert, maar na de grote brand van Londen in de 17e eeuw werd herbouwd door Christopher Wren. De bouw werd voltooid in 1682. De andere is St Mary-le-Strand, waarvan de bouw werd voltooid in 1717 naar het ontwerp van James Gibbs.
De naam van de straat komt van een Oudengels woord voor kust of rivieroever, wat overeenkomt met de betekenis van het Nederlandse woord. Voordat de kade langs de Theems werd aangelegd, grensde de rivier rechtstreeks aan de straat. Al sinds de middeleeuwen vormde het de verbinding tussen het handelscentrum in het oosten en het politieke centrum in het westen.

## Geboren
- Francis Bacon (1561-1626), wetenschapper